# Кристоф, Анри (футбольный судья)
Анри́ Кристо́ф (фр. Henri Christophe; 23 июля 1884 — 17 июня 1968) — бельгийский футбольный арбитр. Обслуживал международные футбольные матчи. Стал арбитром международного уровня в 1919 году. Работал на Олимпийских играх 1920 (судил четвертьфинал Франция — Италия), 1924 (обслуживал матч второго раунда Франция — Латвия и четвертьфинальную встречу Швеция — Египет) и 1928 годов (судил матч первого круга Италия — Франция).
В 1930 году вместе с командами Бельгии, Франции и Румынии на борту турбохода «Конте Верде» отправился на мировое первенство в Уругвай. Компанию ему также составили арбитры Джон Лангенус и Тома Бальве. На чемпионате мира 1930 года в качестве главного арбитра судил матч между сборными Чили и Мексики. На некоторых других матчах турнира (включая стартовую встречу и финал) работал в качестве бокового судьи.
| Год   | Товарищеские матчи | Олимпийские игры | Чемпионаты мира | Итого |
| ----- | ------------------ | ---------------- | --------------- | ----- |
| 1920  | 0                  | 2                | 0               | 2     |
| 1921  | 1                  | 0                | 0               | 1     |
| 1922  | 0                  | 0                | 0               | 0     |
| 1923  | 0                  | 0                | 0               | 0     |
| 1924  | 2                  | 2                | 0               | 4     |
| 1925  | 0                  | 0                | 0               | 0     |
| 1926  | 0                  | 0                | 0               | 0     |
| 1927  | 0                  | 0                | 0               | 0     |
| 1928  | 2                  | 1                | 0               | 3     |
| 1929  | 2                  | 0                | 0               | 2     |
| 1930  | 1                  | 0                | 1               | 2     |
| Итого | 8                  | 5                | 1               | 14    |